# おとなの恋の測り方
『おとなの恋の測り方』（おとなのこいのはかりかた、Un homme à la hauteur）は2016年のフランスのロマンティック・コメディ映画。
監督はローラン・ティラール、出演はジャン・デュジャルダンとヴィルジニー・エフィラなど。
弁護士の女性と身長136cmの建築家の男性の恋を描いた恋愛映画。
2013年のマルコス・カルネヴァーレ監督・脚本によるアルゼンチン映画『Corazón de León』をフランスでリメイクした作品である。

## ストーリー
弁護士のディアーヌは3年前に離婚した元夫で事務所の共同経営者であるブルーノと口論が絶えず、ストレスをためる日々を過ごしている。そんなある夜、ブルーノと携帯電話越しに口論した末にレストランに携帯電話を忘れて帰宅したディアーヌは、彼女の携帯電話を拾ったという男性アレクサンドルからの電話を受ける。彼の知的でユーモアにあふれた話ぶりに心をときめかせたディアーヌは翌日彼と会うことになる。しかし、約束の場に現れたアレクサンドルは身長136cmの小柄な男だった。あ然とするディアーヌだったが、ハンサムでリッチな有名建築家で優しくユーモアのセンスと抜群の行動力を持つ彼にすっかり魅了され、2人の仲は急速に深まる。しかし、アレクサンドルに嫉妬したブルーノや世間体を気にする母親ニコールからの干渉、周囲から向けられる好奇の目に対し、ディアーヌはアレクサンドルへの愛に自信が持てなくなり、2人は別れることになる。それでもアレクサンドルをどうしても忘れられないディアーヌは、ついに決心してアレクサンドルのもとに飛んでいくと、愛を告白、アレクサンドルは彼女の想いを受け入れる。

## キャスト
※括弧内は日本語吹替
- アレクサンドル: ジャン・デュジャルダン（落合弘治） - 著名な建築家。優しくて知的でハンサムだが、身長が136cmの男性。
- ディアーヌ: ヴィルジニー・エフィラ（フランス語版）（樋口あかり） - 敏腕弁護士。
- ブルーノ: セドリック・カーン（さかき孝輔） - ディアーヌの元夫で弁護士事務所の共同経営者。女癖が悪い。
- コラリー: ステファニー・パパニヤン（横山友香） - ディアーヌとブルーノの秘書。
- ベンジー: セザール・ドンボワ（フランス語版）（古川慎） - アレクサンドルの息子。父親を尊敬している。
- フィリップ: ブリュノ・ゴミラ（宮崎敦吉） - ディアーヌの母ニコールの夫。耳が不自由。
- ニコール: マノエル・ガイヤール（フランス語版） - ディアーヌの母。
- モニーク: エドモンド・フランシ - アレクサンドルの屋敷の家政婦。

## 作品の評価
アロシネによれば、フランスの21のメディアによる評価の平均点は5点満点中2.8点である。
Rotten Tomatoesによれば、36件の評論のうち高評価は39%にあたる14件で、平均点は10点満点中5点となっている。
Metacriticによれば、6件の評論のうち、高評価は1件、賛否混在は5件、低評価はなく、平均点は100点満点中48点となっている。